# Gamjatang
Gamjatang hay canh xương xương heo hầm là một món canh cay Hàn Quốc, được, nước dùng được làm từ xương heo hầm trong 4 tiếng, khoai tây và rau củ, hành lá, ớt cay và hạt mè hoang dã xay nhuyễn.
Nó đang bị xoay quanh một vấn đề vì tên của món canh, là về tên có nguồn gốc từ khoai tây (감자; gamja) hay không, bởi vì các món canh thường xuyên phục vụ không khoai tây, và cũng vì một phần của xương sống heo cũng có tên gọi là Gamja.
Các khúc xương sống của heo được cắt khúc. Và để làm mềm thịt, các khúc xương sống được hầm ở nhiệt độ cao trong một thời gian dài. Để loại bỏ thịt, người ta phải sử dụng một công cụ như chiếc đũa. Bữa ăn thường được dùng với banchan như kim chi, các món ăn phụ và bát cơm. Đây là món ăn phục vụ cho một bữa ăn trưa hoặc tối và thường cũng là một món ăn đêm để giải rượu.
Nước canh có màu đỏ thẳm do ớt đỏ và các nguyên liệu khác.
Bây giờ các loại món súp Hàn Quốc phổ biến trong các nhà hàng Hàn Quốc ở nước ngoài, trong đó có Hoa Kỳ, Châu Âu và Châu á, trong đó có cả Việt Nam. 